# 何小珂
何小珂（2004年1月21日—），男，北京人，中国职业足球运动员，司职前锋，現效力于西丙球隊CP San Cristóbal，青训出身为山东鲁能。

## 生平
2004年1月21日，生于北京。其文化成绩十分出色，曾因语数外同时获得满分，被称“何三百”。2010年，代表清华附小来鲁能足校参加百队杯，其盘带和射门的能力得到山东鲁能04梯队主教练于超的赏识。2014年，进入鲁能足校学习。为了让儿子专心训练，其母放弃了在北京的工作，来到潍坊陪同生活，父亲则留在北京赚费用。2018年9月7日，在武汉国际青少年足球邀请赛中，在面对韩国U14时，取得帽子戏法，帮助中国U14以3-1的比分取得胜利。2020年4月14日，在贝尔格莱德红星接受学习，因试训表现出色，从04梯队升入03梯队。2021年9月9日，加盟萨瓦德尔进入U19A队。2023年8月1日，西乙球會安道爾足球俱樂部宣布簽下何小珂，使其正式進入職業聯賽。
2023年10月19日，何小珂在加泰羅尼亞足協杯替補上陣，完成賽季首秀。

## 评价
山东北看台青年俱乐部：“何小珂，近几年一个在青训圈里被疯传的名字。就算是从不关注青训的球迷，在说起何小珂的时候也能讨论几句。或许我们应该知道，何小珂这三个字早就不单单指他本人，更多的是青训的标签，足球的标签，他是我们在黑暗中摸索的一道光，正在为中国足球照明道路！”